# Günther Marschall (Architekt, 1913)
Günther Marschall (* 4. April 1913 in Driesen; † 15. August 1997 in Hamburg; vollständiger Name Günther Richard August Marschall) war ein deutscher Architekt und Stadtplaner.

## Leben

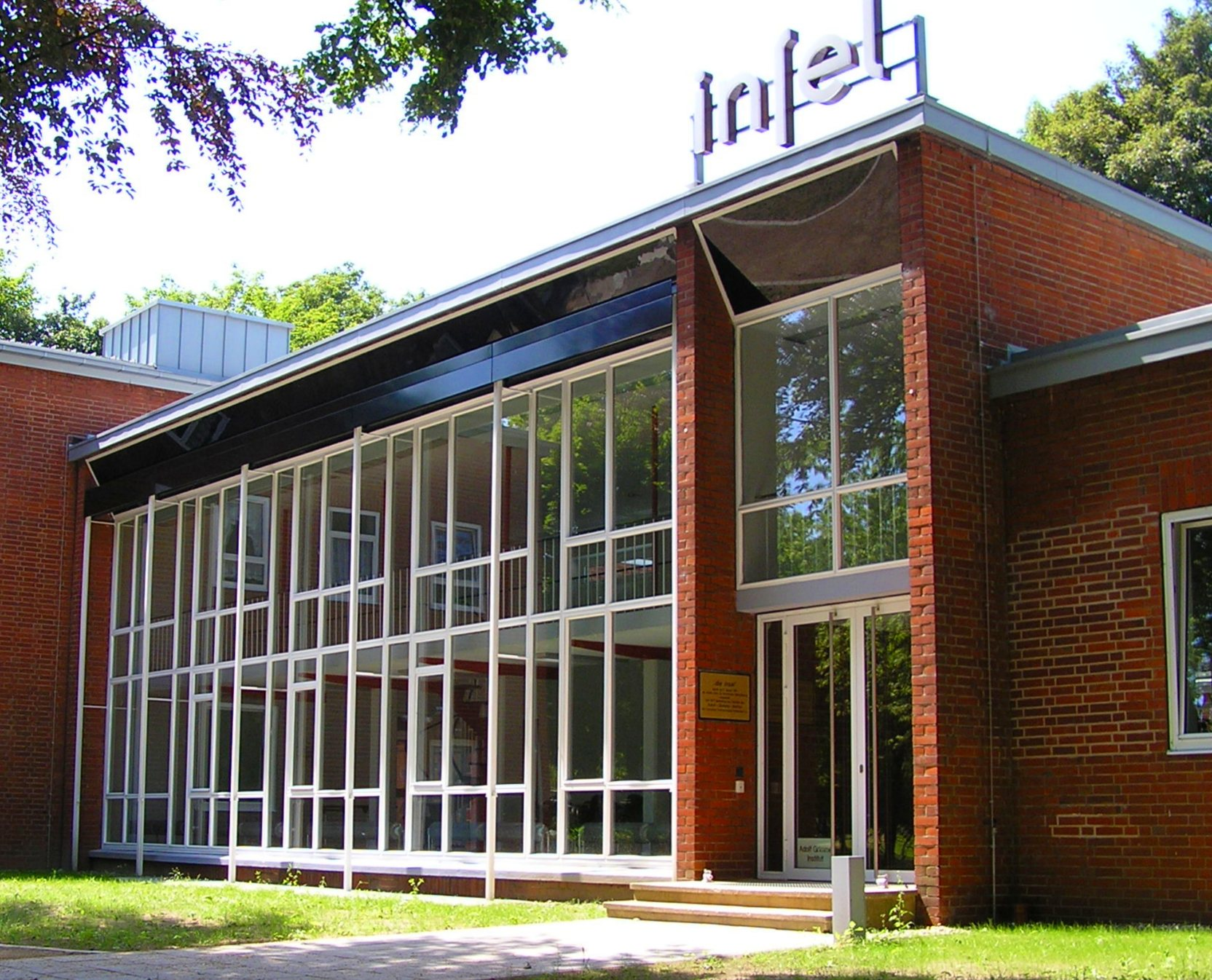
Die „insel“ von Günther Marschall

Nach dem Abitur 1931 am Staatlichen Reform-Realgymnasium in Friedeburg (Neumark) studierte Marschall Architektur, zunächst an der Technischen Hochschule Stuttgart und nach dem Vorexamen an der Technischen Hochschule Berlin-Charlottenburg. Im Wintersemester 1931/32 schloss er sich der Studentenverbindung Stuttgarter Burschenschaft Ghibellinia an. Marschall schloss 1936 in Berlin sein Studium als Diplom-Ingenieur bei Heinrich Tessenow ab. Anschließend war er als Regierungsbauführer (Referendar im öffentlichen Bauwesen) tätig, bis er 1939 nach Ablegung der Staatsprüfung zum Regierungsbaumeister (Assessor im öffentlichen Bauwesen) ernannt wurde. Er erhielt 1938 die Schinkelplakette für den Entwurf eines Hotels an der Langen Brücke in Potsdam und 1939 den Schinkelpreis für den Entwurf eines Botschaftsgebäudes. Von 1939 bis 1942 war er leitender Architekt bei dem Siedlungsbauprojekt Oberleutensdorf der Hydrierwerke Brüx der Reichswerke Hermann Göring. 1942 wurde er zum Kriegsdienst eingezogen und war infolge einer Verwundung Ende 1944 bis 1946 schwer erkrankt. Von 1947 bis 1951 war er Assistent am Lehrstuhl für Städtebau der Technischen Hochschule Hannover bei Hans Högg und Werner Hebebrand. 1948 wurde er in Hannover mit der Arbeit „Zur Geschichte des Wiederaufbaus zerstörter Städte“ zum Doktor-Ingenieur promoviert. Seit der Habilitation 1951 (Habilitationsschrift: „Fußgängerwege in der Innenstadt“) lehrte er an der Technischen Hochschule Hannover als Privat-Dozent. Aufgrund eines Gutachterwettbewerbs – weitere Teilnehmer waren: Werner Hebebrand, Konrad Rühl, Hans Scharoun und Karl Selg – wurde Marschall von 1953 bis Ende 1965 freiberuflicher Stadtplaner von Marl. Für diese Aufgabe beendete er seine Lehrtätigkeit an der Technischen Hochschule Hannover zum Wintersemester 1956. 1959 wurde er zum ständigen Mitglied der Deutschen Akademie für Städtebau ernannt. Bis 1979 war er als freier Architekt und Stadtplaner tätig. So war er städtebaulicher Berater der Gemeinde Voerde/Niederrhein und der Stadt Barmstedt (Holstein). 1974 verlieh ihm das Land Nordrhein-Westfalen den Titel Professor.
In den 1960er und 1970er Jahren wurde in Marl das künstliche Stadtzentrum „Marler Stern“ mit Rathaus, Wohnhochhäusern und dem Einkaufszentrum auf freiem Feld angelegt. Marschall plante diese neue Stadtmitte und konstruierte die „insel“, in der sich heute das Adolf-Grimme-Institut befindet, als hellen Atrium-Bau aus Glas, Stahl und Klinkern.

## Werk

### Bauten und Wettbewerbsentwürfe (Auswahl)
- 1947: Wettbewerbsentwurf für den Wiederaufbau der Innenstadt von Kassel (1. Preis)
- 1950: Constructa Hannover (zusammen mit Werner Hebebrand und Walter Schlempp)
- 1951: Wettbewerbsentwurf für den ECA-Wettbewerb Bremen (zusammen mit Werner Hebebrand und Schlempp, 1. Preis)
- 1951: Wohnanlage Lonauer Straße, Herzberg (Harz)
- 1953–1954: Heim des Bildungswerks der Stadt Marl, genannt „insel“
- 1955: Wettbewerbsentwurf im städtebaulichen Wettbewerb Möllner Landstraße in Hamburg-Billstedt (1. Preis)
- 1955: Siedlung Washingtonallee in Hamburg-Horn
- 1957: Wohnanlage Möllner-Landstraße in Hamburg-Billstedt
- 1957: Siedlung Breddenkamp in Marl (Demonstrativbauvorhaben des Bundes)
- 1958: Wohnsiedlung Brüderstraße in Marl
- 1958: Matthäus-Kirche in Gelsenkirchen-Buer
- 1961: Stadtteilzentrum in Gelsenkirchen-Hassel mit Lukas-Kirche
- 1963: August-Dörr-Berufsschule in Marl
- 1964: Hallenbad in Marl
- 1965: Wasserwerk Hamburg-Volksdorf
- 1965: Siedlung Ovelheider-Weg und Marl-Drewer in Marl (Demonstrativbauvorhaben des Bundes)
- 1966: Sprachheilschule und Schule für spastisch-gelähmte Kinder in Hamburg
- 1966: Volksschule Kampstraße in Marl
- 1968: Ruderakademie Ratzeburg, Stadt Ratzeburg (Holstein)
- 1969: Internationale Jugendzentrum Ratzeburg, Stadt Ratzeburg (Holstein)
- 1968: Handelsschulzentrum am Berliner Tor in Hamburg
- 1968: Baugruppe Marschall mit rund 500 Wohnungen in der Neuen Stadt Wulfen (teilweiser Rückbau ab 2007)
- 1968–1969: Umbau und Erweiterung der Landesvertretung Nordrhein-Westfalen in Bonn
- 1969: Sanierung Stadt Ratzeburg
- 1970: Meerwasser-Wellenschwimmbad und Kurmittelzentrum Borkum (zusammen mit anderen)
- 1971: Fachhochschule Bochum
- 1972: Versorgungszentrum der Universitätsklinik Münster

### Schriften
- Zur Geschichte des Wiederaufbaus zerstörter Städte. Hannover 1947 (Dissertation, masch.)
- Fußgängerwege in der Innenstadt. Hannover 1951 (Habilitationsschrift, masch.)
- Marl – Beispiel einer modernen Stadtgründung. In: Österreichische Gesellschaft zur Förderung von Landesforschung und Landesplanung, Heft 4/57, 1957
- Städtebauliche Probleme – die Planung der Stadt Marl. In: Internationale Seminare des Europäischen Austauschdienstes e.V., Frankfurt 1957
- Die Ziele der Planung. In: Marl – Geburt einer Großstadt (Hrsg.) Justus Buekschmitt, Hamburg 1958
- Die Grundlagen der neuen Stadt. In: Bauen ist Jedermanns Sache, Veröffentlichung der Dortmunder Gespräche, 3. Tagung, Essen 1959
- Großstadtbildung im industriellen Entwicklungsraum. In: Großstadtbildung in industriellen Entwicklungsräumen – das Beispiel Marl, Beiträge und Untersuchungen des Instituts für Siedlungs- und Wohnungswesen der Westfälischen Wilhelms-Universität Münster (Hrsg.) H.J. Seraphim, Köln-Braunsfeld 1960
- Stadtplan und Grün am Beispiel Marl. In: Marl – Mosaik in Grün, Marl 1963
- Paracelsus-Klinik und Stadtplan. In: Marl Paracelsus-Klinik (Hrsg.) Heinz Marquardt, Stadt Marl, Marl 1964
- Stadtkernerneuerung mit starken Eingriffen in die alte Substanz, in: Baumeister 11 (Hrsg.) Paulhans Peters, München 1969
- Voerde braucht einen Stadtkern. In: Heimatkalender Kreis Dinslaken – Jahrbuch 1971, Dinslaken 1971
- Tendenzen und Wandlungen im Wohnungs- und Städtebau – Erfahrungen eines Planers. In: Eigentum – Miete, Schriften für Sozialökologie 15 der Ruhr-Universität Bochum (Hrsg.) Jürgen H.B. Heuer, Bochum 1975